# 腾讯微博
腾讯微博是腾讯公司于2010年4月1日推出的一项微博客服务，微博用户可以通过网页、短信、手机程序、QQ等方式发布最长140字的广播。该微博在与新浪微博竞争失利后几乎处于半废止状态，最终于2020年9月28日晚23时59分停止服务与运营。

## 特点
早期腾讯微博只对QQ用户开放注册，即腾讯微博上的每个帐号都对应一个QQ号码，而QQ用户的微博帐号并非自动注册，需登录微博首页注册。微博注册完成后，QQ的微博版面出现，而默认收听的两个人是“腾讯薇薇”和“微博精灵”。微博信息内的URL链接在广播后将自动转换成以url.cn为域名的短网址。每个用户最多可以收听2000人。随后，没有QQ号码的用户，可使用电子邮箱注册（非QQ的电子邮箱地址亦可使用）。
目前，注册用户可以通过QQ客户端（Windows简体中文版的QQ2010 Beta 3版或之后的版本）、QQ拼音输入法PC客户端、电脑网页、手机网页、短信和彩信、手机客户端软件广播微博消息，其中手机客户端软件支持的系统平台有iPhone、Android、S60和KJava；而上述广播方式中除短信外均可以插入图片，插入视频可通过电脑网页版或QQ客户端上传或引用、iPhone及Android客户端上传（上传至腾讯视频），音乐仅支持电脑网页版或QQ客户端插入；目前视频来源网站有腾讯视频、土豆网、优酷网、PPTV、56.com等，音乐内容则由QQ音乐提供。

## 用语解释
在腾讯微博中最基础的动作为“广播”和“收听”。用户发布一条不多于140字的带或不带附件内容的动作即为“广播”，订阅某个用户的实时广播的动作即为“收听”，收听后被收听者有新广播时收听者可以在“主页”中看到。当收听某位用户以后，收听者将会成为被收听者的“听众”。
| 腾讯微博           | 立即收听 | 收听      | 听众        | 广播  | n条广播    | 转播    | 评论  | 名单 |
| 新浪微博           | 加关注   | 关注      | 粉丝        | 发布  | n条微博    | 转发    | 评论  | 分组 |
| Twitter            | Follow   | Following | Follower(s) | Tweet | n tweet(s) | Retweet | Reply | List |
| 腾讯微博（英文版） | Follow   | Following | Follower(s) | Post  | n post(s)  | Repost  | Reply | List |

## 历史
早在2007年，腾讯就已经开展了类似于微博的滔滔网站，但由于营运问题，腾讯在2010年1月26日宣布关闭滔滔网站，并将原滔滔网站的内容整合到QQ空间。据报，腾讯微博于1月28日开始进行内部封闭测试；到3月，已有多个腾讯微博内测图流出。4月1日，腾讯内部员工可以通过邀请码邀请普通用户测试微博，与此同时QQ2010 Beta3版本发布，为第一个包含微博功能的QQ软件。6月11日适逢2010年世界杯开幕，腾讯微博首次发放更改界面皮肤功能，新皮肤以32支出线决赛圈球队和中国队为主题。8月25日，腾讯微博推出视频功能。9月3日，腾讯微博开放QQ用户注册，QQ用户无需邀请码即可注册。10月15日，新增分享音乐功能和排行榜。10月27日，腾讯微博应用频道上线，功能包括“一键转播”（将网页内容转播到腾讯微博）、微博秀（向访问者展示某用户在腾讯微博的最新广播和听众）、微博广播站（展示用户最新的20条广播并在登陆后可直接在自定义网页上更新）和微博签名档（在论坛等地方同步显示用户的微博信息）。11月12日推出名单功能。12月31日推出表情输入功能。2011年1月7日，腾讯微博增加自定义皮肤功能。
2011年2月5日，腾讯宣布腾讯微博用户过亿。
2011年3月24日，腾讯微博发布记事本功能，内容只有用户自己看到。
2012年3月16日，腾讯微博将与新浪、搜狐和网易微博共同正式实行微博实名制。
2012年7月19日，腾讯微博宣布支持关闭微博帐户。腾讯微博是中國大陸第一家支持关闭微博帐户的微博客服务提供商。2012年10月12日，腾讯微博发布windows8UWP应用，入驻微软商店。
2014年7月，腾讯内部人士透露，腾讯微博事业部已被撤销。腾讯微博各种版本已经无法使用。消息人士称，腾讯微博早已被战略性放弃，现在才正式宣布而已。而腾讯方面则回应表示，微博确实有些动作，部分人员进入微视。
2020年9月28日晚23时59分，腾讯微博停止服务和运营。。

## 争议
2010年7月7日，方舟子接受腾讯邀请开通了腾讯微博。随后，他和腾讯微博运营负责人和菜头（真名和鉴）两个人在微博上发生口角，随后方舟子说如果和菜头一天还在腾讯就不会与腾讯打交道。7月16日，腾讯科技网在微博中表示，就7月7日微博上发生口角一事向方舟子道歉，称和菜头的行为不代表公司立场。

## 开放平台
2010年11月17日，由CSDN.NET开发的用于在新浪微博同步更新微博的应用“QQ助手”遭腾讯封杀。然而，另一方面，马化腾在第12届中国国际高新技术成果交易会上表示，未来腾讯将尝试在企业发展中注入更多开放、分享的元素，更加积极推动平台开放，关注产业链的和谐。12月14日，微博平台follow5获得腾讯微博官方开放平台认证，成为首家微博网站允许用户同步微博信息。
2011年3月10日，腾讯推出基于PHP的iWeibo免费微博系统，可以对接腾讯微博。